# Liste des conseillers municipaux de Marseille (2008-2014)
Cet article regroupe les 101 conseillers municipaux de Marseille pour 2008-2014.
La répartition des conseillers municipaux de Marseille est définie d'après la loi dite PLM :
| Secteur et arrondissement | Ier (1er et 7e) | IIe (2e et 3e) | IIIe (4e et 5e) | IVe (6e et 8e) | Ve (9e et 10e) | VIe (11e et 12e) | VIIe (13e et 14e) | VIIIe (15e et 16e) | Total |
| ------------------------- | --------------- | -------------- | --------------- | -------------- | -------------- | ---------------- | ----------------- | ------------------ | ----- |
| Conseillers municipaux    | 11              | 8              | 11              | 15             | 15             | 13               | 16                | 12                 | 101   |
| Conseillers de secteur    | 22              | 16             | 22              | 30             | 30             | 26               | 32                | 24                 | 202   |

## Liste des conseillers municipaux
| Nom                           |  | Groupe                    | Secteur |
| ----------------------------- |  | ------------------------- | ------- |
| Patrick Mennucci              |  | Faire gagner Marseille    | Ier     |
| Josette Sportiello            |  | Faire gagner Marseille    | Ier     |
| Childéric Muller              |  | Faire gagner Marseille    | Ier     |
| Isabelle Vignoli-Barthélémy   |  | Faire gagner Marseille    | Ier     |
| Miloud Boualem                |  | Faire gagner Marseille    | Ier     |
| Lyane Allibert                |  | Europe Écologie Les Verts | Ier     |
| André Varèse                  |  | Faire gagner Marseille    | Ier     |
| Sophie Goy                    |  | Faire gagner Marseille    | Ier     |
| Christian Pellicani           |  | CRC                       | Ier     |
| Jean Roatta                   |  | Majorité                  | Ier     |
| Arlette Fructus               |  | Majorité                  | Ier     |
| Lisette Narducci              |  | Faire gagner Marseille    | IIe     |
| Eugène Caselli                |  | Faire gagner Marseille    | IIe     |
| Elisabeth Saïd                |  | Faire gagner Marseille    | IIe     |
| Jean Viard                    |  | Faire gagner Marseille    | IIe     |
| Marianne Moukoumel            |  | Faire gagner Marseille    | IIe     |
| Jean-Paul Bramanti            |  | Faire gagner Marseille    | IIe     |
| Aline Marrone-Levonian        |  | Faire gagner Marseille    | IIe     |
| Jacques Rocca Serra           |  | Majorité                  | IIe     |
| Renaud Muselier               |  | Majorité                  | IIIe    |
| Eliane Zayan                  |  | Majorité                  | IIIe    |
| Bruno Gilles                  |  | Majorité                  | IIIe    |
| Marie-Louise Lota             |  | Majorité                  | IIIe    |
| André Camera                  |  | Majorité                  | IIIe    |
| Jeanine Imbert                |  | Majorité                  | IIIe    |
| Patrick Padovani              |  | Majorité                  | IIIe    |
| Marine Pustorino              |  | Majorité                  | IIIe    |
| Maurice Di Nocera             |  | Majorité                  | IIIe    |
| Jean-Noël Guérini (démission) |  | Faire gagner Marseille    | IIIe    |
| Brigitte Piétri               |  | Faire gagner Marseille    | IIIe    |
| Antoine Rouzaud               |  | Faire gagner Marseille    | IIIe    |
| Jean-Claude Gaudin            |  | Majorité                  | IVe     |
| Solange Biaggi                |  | Majorité                  | IVe     |
| Dominique Tian                |  | Majorité                  | IVe     |
| Martine Vassal                |  | Majorité                  | IVe     |
| Claude Vallette               |  | Majorité                  | IVe     |
| Dominique Vlasto              |  | Majorité                  | IVe     |
| José Allegrini                |  | Majorité                  | IVe     |
| Laure-Agnès Caradec           |  | Majorité                  | IVe     |
| Richard Miron                 |  | Majorité                  | IVe     |
| Catherine Giner               |  | Majorité                  | IVe     |
| Yves Moraine                  |  | Majorité                  | IVe     |
| Danielle Servant              |  | Majorité                  | IVe     |
| André Malrait                 |  | Majorité                  | IVe     |
| François Franceschi           |  | Faire gagner Marseille    | IVe     |
| Nathalie Pigamo               |  | Faire gagner Marseille    | IVe     |
| Guy Teissier                  |  | Majorité                  | Ve      |
| Catherine Chantelot           |  | Majorité                  | Ve      |
| Didier Réault                 |  | Majorité                  | Ve      |
| Séréna Zouaghi                |  | Majorité                  | Ve      |
| Daniel Hermann                |  | Majorité                  | Ve      |
| Solange Moll                  |  | Majorité                  | Ve      |
| Charles Milhaud               |  | Majorité                  | Ve      |
| Danièle Casanova              |  | Majorité                  | Ve      |
| Patrice Vanelle               |  | Majorité                  | Ve      |
| Colette Babouchian            |  | Majorité                  | Ve      |
| Daniel Sperling               |  | Majorité                  | Ve      |
| Anne-Marie d'Estienne d'Orves |  | Majorité                  | Ve      |
| René Olmeta                   |  | Faire gagner Marseille    | Ve      |
| Annick Boët                   |  | Faire gagner Marseille    | Ve      |
| Patrick Zaoui                 |  | Faire gagner Marseille    | Ve      |
| Roland Blum                   |  | Majorité                  | VIe     |
| Caroline Pozmentier           |  | Majorité                  | VIe     |
| Robert Assante                |  | Majorité                  | VIe     |
| Sylvie Carrega                |  | Majorité                  | VIe     |
| Didier Parakian               |  | Majorité                  | VIe     |
| Elske Palmieri                |  | Majorité                  | VIe     |
| Maurice Rey                   |  | Majorité                  | VIe     |
| Françoise Gaunet-Escarras     |  | Majorité                  | VIe     |
| Jean-Louis Tourret            |  | Majorité                  | VIe     |
| Hélène Venturino              |  | Majorité                  | VIe     |
| Christophe Masse              |  | Faire gagner Marseille    | VIe     |
| Flora Boulay                  |  | Europe Écologie Les Verts | VIe     |
| Pascal Chamassian             |  | Faire gagner Marseille    | VIe     |
| Sylvie Andrieux               |  | Faire gagner Marseille    | VIIe    |
| Karim Zéribi                  |  | Europe Écologie Les Verts | VIIe    |
| Michèle Poncet-Ramade         |  | Europe Écologie Les Verts | VIIe    |
| Robert Bret (démission)       |  | CRC                       | VIIe    |
| Valérie Zenou                 |  | Faire gagner Marseille    | VIIe    |
| Garo Hovsepian                |  | Faire gagner Marseille    | VIIe    |
| Marion Honde                  |  | CRC                       | VIIe    |
| François-Noël Bernardi        |  | Faire gagner Marseille    | VIIe    |
| Nicole Hugon                  |  | Europe Écologie Les Verts | VIIe    |
| Félix Weygand                 |  | Faire gagner Marseille    | VIIe    |
| Nadia Brya                    |  | Faire gagner Marseille    | VIIe    |
| Joël Dutto                    |  | CRC                       | VIIe    |
| Florence Masse                |  | Faire gagner Marseille    | VIIe    |
| Stéphane Mari                 |  | Faire gagner Marseille    | VIIe    |
| Valérie Boyer                 |  | Majorité                  | VIIe    |
| Michel Bourgat                |  | Majorité                  | VIIe    |
| Nora Preziosi                 |  | Majorité                  | VIIe    |
| Samia Ghali                   |  | Faire gagner Marseille    | VIIIe   |
| Frédéric Dutoit               |  | CRC                       | VIIIe   |
| Marguerite Pasquini           |  | Faire gagner Marseille    | VIIIe   |
| Jean-Marc Coppola             |  | CRC                       | VIIIe   |
| Nadia Boulainseur             |  | Faire gagner Marseille    | VIIIe   |
| Jacques Boulesteix            |  | Faire gagner Marseille    | VIIIe   |
| Christine Ortiz               |  | CRC                       | VIIIe   |
| Sébastien Barles              |  | Europe Écologie Les Verts | VIIIe   |
| Valérie Diamanti              |  | CRC                       | VIIIe   |
| Rébia Benarioua               |  | Faire gagner Marseille    | VIIIe   |
| Bernard Susini                |  | Majorité                  | VIIIe   |
| Bernard Marandat              |  | Non-inscrits              | VIIIe   |